# Elektromagnetická spektroskopie
Elektromagnetická spektroskopie (častěji nazývaná zkráceně spektroskopie) zkoumá, jak se mění u elektromagnetického záření intenzita záření s vlnovou délkou záření (tzv. spektrální rozdělení). Změny spektrálního rozdělení mohou nastat např. při:
- průchodu prostředím: absorpční spektrum
- odrazu na rozhraní dvou prostředí: reflexní spektrum
- vyzařování světla prostředím: luminiscenční nebo fluorescenční spektrum

Spektroskopie umožňuje bezkontaktně a nedestruktivně získávat informace o dané látce (složení, teplotě apod.).

## Rozdělení podle použité techniky měření

### Absorpční spektroskopie
Změna spektrálního rozdělení při průchodu látkou. Látka je prosvětlena zdrojem světla (často se používají halogenové lampy a lasery) a zkoumá se změna spektrálního rozdělení po průchodu látkou.
Míra absorpce se nejčastěji udává jako absorbance, což je veličina nezávislá na tloušťce látky a vypočítá se podle vzorce:
{\displaystyle \alpha =1/d.log(I_{abs}/I_{ref})},
kde d je tloušťka vzorku, {\displaystyle I_{abs}} spektrální rozdělení po průchodu látkou a {\displaystyle I_{ref}} je spektrální rozdělení zdroje (tzv. referenční spektrum).

### Emisní spektroskopie
Látka je excitována (vybuzena) světelným zdrojem, teplem, elektrickým proudem apod. a kvůli tomuto vybuzení emituje elektromagnetické záření. Toto záření se nazývá luminiscence (někdy také fluorescence nebo fosforescence, což jsou staré a dnes již ve fyzice málo používané termíny). Podle druhu buzení se luminiscence dělí na:
- elektroluminiscenci (buzení el. proudem)
- fotoluminiscenci (buzení světlem, dnes nejčastěji laserem)
- tepelnou luminiscenci (tepelné záření)

a mnoho dalších oblastí.
Emisní spektroskopie se podílela (trochu kuriózně) na objevu radioaktivity. Její objevitel, Henri Becquerel, totiž při zkoumání luminiscence minerálů buzené slunečním zářením zjistil, že některé soli uranu emitují světlo i bez jakéhokoli buzení, což se ukázalo být důsledkem radioaktivity.

### Ramanova spektroskopie
Ramanova spektroskopie detekuje záření, které je rozptýleno kmity krystalické mřížky nebo kmity v molekule. Látka je prosvětlena většinou kontinuálním laserem s úzkou spektrální čarou (světlo laseru nemusí být látkou vůbec absorbován). Laserové záření interaguje s krystalovou mřížkou látky nebo s molekulou a tím se mění jeho vlnová délka. Fyzikálně se toto popisuje jako neelastický rozptyl na fononech). Pomocí této změny pak lze určit o jakou látku se jedná, případně o jakou její fázi.
Je to moderní odvětví spektroskopie, které umožňuje dobře identifikovat jednotlivé materiály v látce. Dokáže např. rozlišit, zda je v křemíkovém materiálu přítomna krystalická nebo amorfní fáze křemíku. Nově se Ramanova spektroskopie používá například pro určování poloměru nanokrystalů v nanokrystalickém materiálu.

## Rozdělení podle spektrální oblasti
Podle části spektra, se kterým spektroskopie pracuje se rozlišují:
- UV spektroskopie
- spektroskopie ve viditelné oblasti
- infračervená (IR) spektroskopie

a další méně používané oblasti (spektroskopie gama záření, terahertzová spektroskopie,…).

### Spektroskopie ve viditelné oblasti
Historicky nejstarší a nejrozšířenější spektroskopie. Pomocí ní se dnes zkoumají vlastnosti mnoha polovodičových materiálů, dále tzv. barevná centra v látkách (ta způsobují např. typická zabarvení diamantu). Použití má v astronomii, kde se podle provádí spektrální klasifikace hvězd, a v mnoha dalších oborech.

### IR spektroskopie
V infračervené části spektra absorbují světlo vibrační a rotační mody molekul. Pomocí absorpční IR spektroskopie se u průhledných materiálů běžně identifikují vazby mezi atomy (např. absorpční spektrum C=C se liší od spektra C−C). Pro neprůhledné materiály se používá měření reflexních spekter, které lze pomocí Kramers-Kronigových relací přepočítat na absorpční spektrum. Oblíbenou metodou je tzv. FTIR spektroskopie (Fourier transform infrared spectroscopy).

### UV spektroskopie
V této oblasti se zkoumají vlastnosti ionizovaných atomů a nevodičů.